# María Agustina de la Torre
María Agustina de la Torre y González de Castañeda (Madrid, 4 de septiembre de 1712-Zamarramala (Segovia), 27 de octubre de 1784), I condesa del Campo de Alange fue una noble, empresaria ganadera y bibliófila de la España del siglo XVIII.

## Trayectoria
Hija de Antonio de la Torre Manzanal, hidalgo vizcaíno, procurador general y regidor de los hijosdalgo del Valle de Villaverde de Vizcaya y de Lucía González de Castañeda Pérez de Gamboa. En 1735, se casó con Ambrosio José de Negrete Ampuero, futuro I conde de Campo de Alange (título concedido por Carlos III en 1761), quien era regidor perpetuo de Madrid y ministro de la Junta de Abastos. Además, poseía una importante cabaña merina.
Cuando en 1762 enviudó, se convirtió en la titular de la explotación familiar del mayorazgo y durante los 22 años que sobrevivió a su marido, se centró en el desarrollo de los negocios lanares y fue acrecentando con la adquisición de importantes dehesas como las de Cotadilla (1764), Manjuanes (1764), Bercial de Hornachos (1765) y La Piñuela (1767). La eficiencia en la administración de sus cabañas lanares hizo que incluso administrara además cabañas ajenas, obteniendo una rentabilidad por dicha actividad. Por todo ello es considerada como una de las primeras mujeres empresarias, cuya actividad se basó entres líneas: administración de abastos a escala regional y explotación de rentas a nivel nacional; la actividad ganadera; la actividad financiera tanto a nivel nacional e internacional.
Además del ámbito de los negocios, también destacó por su actividad en el ámbito de la devoción e ilustración. Ejerció de síndica del Convento de las Descalzas Reales de Madrid y, desde 1766 del Convento de Capuchinas de Castellón de la Plana. A este último donó una serie de diez cuadros, salidos del taller de Zurbarán, representando fundadores de órdenes religiosas, que son aún propiedad de las capuchinas aunque se hallan depositados en el Museo de Bellas Artes de Castellón de la Plana. Del mismo modo, la condesa era una apasionada de los libros y llegó a crear una gran biblioteca personal (fue una de las primeras mujeres en hacerlo). En el inventario de 1779 figuraban ya 1660 elementos, entre libros y manuscritos. Esa biblioteca (acrecentada) fue vendida al Estado por sus herederos en 1884, estando hoy sus importantes fondos (hay algunos ejemplares únicos) repartidos
Derivado de su pasión por los libros, inició una importante biblioteca familiar que fue acrecentada por sus sucesores. Se custodia en su mayor parte en la Biblioteca Histórica Márques de Valedecilla de la Universidad Complutense de Madrid (UCM) y en la Biblioteca Nacional de España.

### Descendencia
Tuvo tres hijos. Manuel, II conde del Campo de Alange y I marqués de Torre-Manzanal; José, militar, sin sucesión; y Manuela, que se casó con el marqués de Villamagna y de Gelo, también sin sucesión.